# Olympische Jugend-Sommerspiele 2014/Teilnehmer (Kamerun)
| Gelbes Symbol für Goldmedaillen mit stilisierten Olympischen Ringen | Graues Symbol für Silbermedaillen mit stilisierten Olympischen Ringen | Braundes Symbol für Bronzemedaillen mit stilisierten Olympischen Ringen |
| ------------------------------------------------------------------- | --------------------------------------------------------------------- | ----------------------------------------------------------------------- |
| —                                                                   | —                                                                     | —                                                                       |

Die Jugend-Olympiamannschaft aus Kamerun für die II. Olympischen Jugend-Sommerspiele vom 16. bis 28. August 2014 in Nanjing (Volksrepublik China) bestand aus drei Athleten.

## Athleten nach Sportarten

### Leichtathletik
Mädchen
- Carine Wiysenyuy Tatah
3000 m: DNF
8 × 100 m Mixed: 48. Platz

### Schwimmen
Jungen
- Fabrice Cabrel Guedia Zeutsop
50 m Freistil: 50. Platz
50 m Brust: 37. Platz

### Taekwondo
Mädchen
- Ornella Elsa Ngassa Sokeng
Klasse bis 63 kg: 9. Platz